# Запис

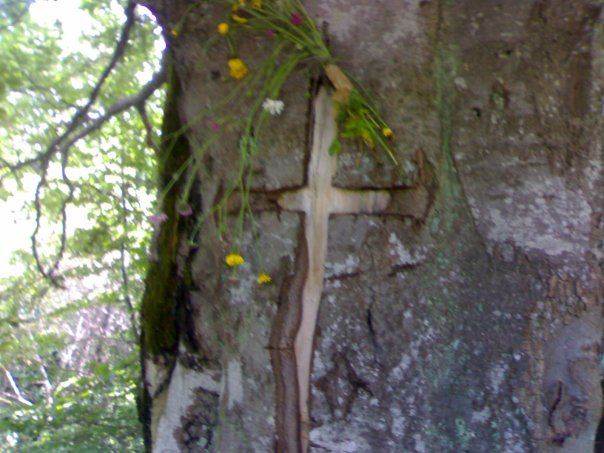
Крест на «записе» в селе Црне Траве (община Црна-Трава). 2010 г.

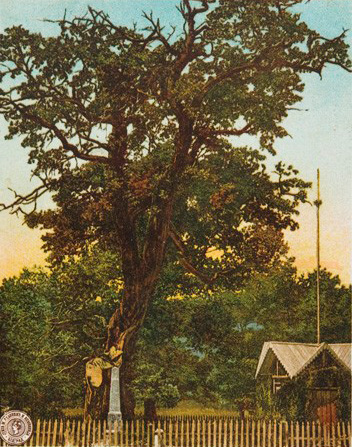
Священный дуб в селе Таково (община Горни-Милановац). 1902 г.

Запис (серб. запис, заветина, потпис, миро, богомоље) — у сербов священное сельское дерево, на коре которого вырезан крест. Большинство из этих деревьев — большие дубы. 
Под кроной «записа» молятся Богу, могут проводиться церковные службы, особенно на весенних сельских праздниках, когда просят Бога о защите от грозы и града. В селениях, где не было церкви, свадьбы и крещения проводили ранее под этим деревом. По мнению сербского этнолога Веселина Чайкановича, «запис» сохранился с дохристианских времён, когда он исполнял роль храма под открытым небом.

## Этимология
Запис, потпис — потому, что при совершении обряда на дереве вырезается, «записывается» («подписывается») небольшой крест «запис» или «потпис», а заветина — потому, что он исполняется в определённый обетный или «заветный» день.

## Обычаи
«Запис» считался местной святыней, освящённой в один из календарных праздников, отмечаемый в дальнейшем как общесельская «слава» (престольный праздник), преимущественно в целях защиты села и посевов от грозы и града, а также ради урожая и благополучия. В качестве «записа» выбиралось либо крупное дерево (дуб, вяз, бук, ясень), либо плодовое (груша, в том числе дикая, орех грецкий). Особенное значение дерево-«запис» приобретало в тех сёлах, где не было церкви. Нередко недалеко от дерева устанавливался и крест. Здесь нельзя было спать и справлять нужду, рубить деревья, ломать или собирать ветки, срывать плоды, взбираться на «запис». И даже состарившееся засохшее дерево оставляли нетронутым.
Ежегодно в престольный праздник процессия во главе со священником обходила с крестным ходом «записы», под ними читалась общая молитва; на стволе дерева обновлялся крест; часто под «записом» приносили в жертву ягнёнка, причем так, чтобы кровь жертвенного животного обязательно пролилась на ствол и на корни; здесь же устраивали трапезу с традиционным «преломлением хлеба». В остальное время место под деревом служило местом сельского сбора во время празднеств; местом, где можно укрыться во время грозы (считалось, что в освященное дерево не бьет гром); больные оставляли на ночь на «записе» одежду, которая должна была принести им излечение. В сёлах, где не было церкви, её заменяло дерево-«запис», под кроной которого венчали новобрачных, крестили детей и т. п.

## Македонские аналоги
Аналогичные священные деревья (не называемые «записом») почитались и в Македонии. В Гевгелии, например, на Пасху причащали грушу: её окружали иконами, священник читал Евангелие и кропил дерево святой водой, а затем закладывал причастие под кору дерева, после чего его называли прачестина круша. В других регионах рядом с деревом, обычно стоявшим на возвышении около воды, располагался также крест, очаг и каменный стол для трапезы.